# Haus X1
La Haus X1 est une maison d'habitation de Cologne, dans le quartier de Hahnwald, œuvre de l'architecte Peter Neufert, classée monument historique.
Le bâtiment de deux étages est traversé par une coque en béton armé légèrement inclinée sur les supports d'après la forme du clothoïde. La conception de la structure est de Stefan Polónyi. La façade de la rue se compose de cubes rouges légèrement différents et légèrement saillants, de tailles différentes, laissant les ouvertures aux fenêtres et aux portes. En revanche, le côté jardin est entièrement vitré et est flanqué d'un bassin.

## Source, notes et références
- (de) Cet article est partiellement ou en totalité issu de l’article de Wikipédia en allemand intitulé « Haus X1 » (voir la liste des auteurs).